# Ципа (река)
Ципа е река в Азиатската част на Русия, Източен Сибир, Република Бурятия, ляв приток на Витим. Дължината ѝ е 692 km, която ѝ отрежда 99-о място по дължина сред реките на Русия. Цялото течение на река Ципа се разделя на четири участъка: Горна Ципа 170 km, езеро Баунт 15 km, Долна Ципа 374 km и Ципа 133 km.
Река Ципа води началото си под името Горна Ципа от северната част на Икатския хребет, на 1785 m н.в., в северната част на Република Бурятия. Първите 38 km, до устието на река Гулонга (десен приток) Горна Ципа е типична планинска река, с тясна долина и множество бързеи. След това реката излиза от планината и навлиза в западната част на Баунтовската котловина, където течението ѝ се успокоява, руслото ѝ се разширява до 30-40 m, а дълбочината нараства до 1,5-2 m. Тук реката започва силно да меандрира в обширната си заливна тераса, като образува характерни старици, ръкави и малки непостоянни острови. Влива се чрез два ръкава в югозападната част на езерото Баунт (111 km2), на 1059 m н.в.
Под името Долна Ципа изтича от североизточния ъгъл на езерото Баунт и на протежение от близо 220 km тече на североизток през Баунтовската котловина. В този участък течението ѝ е спокойно 0,4 m/s, руслото ѝ се разширява до 250-300 m и образува много завои (меандри), малки езера, блата, слепи ръкави (старици) и малки непостоянни пясъчни острови. След устието на река Талакит, при село Мая Долна Ципа рязко завива на юг и в дълбок и тесен пролом (дължина над 150 km) прорязва от север на юг планината Бабанти. Тук ширината на коритото ѝ се стеснява до 50-100 m, скоростта на течението нараства до 2,8 m/s, а на праговете и бързеите до 5,6 m/s, а наклонът на течението достига 8-10‰. В този участък по течението на реката има 119 препятствия под формата на теснини, бързеи, прагове и малки водопади.
След устието на най-големия си приток река Амалат (при 133 km) реката излиза от планината завива на североизток и вече само под името Ципа тече през северната част на Витимското плато. В този участък долината Ципа е по-широка, но силно врязана сред околния терен, течението ѝ значително се успокоява, а дълбочината ѝ нараства до 9 m. Влива се отляво в река Витим, при нейния 872 km, на 559 m н.в.
Водосборният басейн на Ципа има площ от 42,2 хил. km2, което представлява 18,76% от водосборния басейн на река Витим и се простира в северните части на Република Бурятия. В басейнът ѝ се намират 3227 езера с обща площ 478 km2.
Границите на водосборния басейн на реката са следните:
- на север и юг – водосборните басейни на реките Мая, Бамбуйка и други по-малки, леви притоци на Витим;
- на запад – водосборния басейн на река Баргузин, вливаща се в езерото Байкал.

Река Ципа получава над 40 притока с дължина над 15 km, като 3 от тях са дължина над 100 km:
- 509 ← Ципикан 329 / 6710, влива се в езерото Баунт
- 133 ← Амалат 374 / 16600
- 84 ← Актрагда 125 / 3420

Подхранването на реката е смесено, като преобладава дъждовното, но за Ципа е характерно и големия процент на подземно подхранване. За разлика от другите сибирски реки пролетно-лятно пълноводие на реката е слабо изразено, но през лятото и есента са характерни бурни прииждания в резултат на поройни дъждове. Най-многоводни са месеците юли и август. Среден многогодишен отток в средното течение 106 m3/s, в устието 270 m3/s (максимален 938 m3/s, минимален 38,3 m3/s), което като обем представлява 8,521 km3/год. Замръзването на реката започва в първата десетдневка на октомври и продължава до края на месеца, а размразяването продължава от края на април до края на май. Средната продължителност на заледяването е 228 дни.
По течението на реката има само едно постоянно населено място – село Баунт (при изтичането на реката от езерото).
Река Ципа е много популярна като обект на воден туризъм – рафтинг. В басейна на реката са открити големи залежи на нефрит.